# Pierre Frite (Basse-Goulaine)
Pour les articles homonymes, voir Pierre Frite.
La Pierre Frite est un menhir situé sur la commune de Basse-Goulaine dans le département de la Loire-Atlantique.

## Description
Les informations mentionnées sur le panneau sur le site :
« La Pierre Frite est un menhir, constitué d'un bloc de quartz à la forme irrégulière, mesurant 3,25 mètres de hauteur, 3,15 mètres de largeur vers son sommet pour 2,20 mètres au niveau du sol, sur une épaisseur de 1 mètre seulement. Son nom lui vient d'une déformation du vieux français Pierre Fiche, signifiant Pierre Dressée.
On peut faire remonter son origine à la civilisation des mégalithes qui s'est manifestée de 5000 à 3000 ans av. J.-C. Elle pourrait avoir eu un rôle commémoratif ou bien servir de repère comme il en existe quelques autres sur la rive gauche de la Loire, aux Sorinières ou à Pont-Saint-Martin.
Elle apparaît sur le blason de Basse-Goulaine (en haut à droite), conçu en 1979 par l'héraldiste Michel Pressensé, où elle est associée au brochet et à la vigne, rappelant ainsi la tradition culinaire de la commune. »
Source : « Histoire de Basse-Goulaine, un village entre le Loire et Goulaine » Alain Bergerat/Raymond Bigot

## Folklore
Le diable transportait la pierre dans sa poêle mais la pierre lui échappa et se planta dans le sol. dans une autre tradition, c'est la femme du diable qui transportait des pierres dans son tablier et qui s'en débarrassa.